# Mito del diluvio de Gilgamesh
El mito del diluvio de Gilgamesh es una historia del diluvio en el Poema de Gilgamesh. Muchos académicos creen que el mito del diluvio fue añadido a la Tablilla XI en la «versión estándar» del Poema de Gilgamesh por un editor que utilizó la historia del Poema de Atrahasis. Una pequeña referencia al mito del diluvio también está presente en poemas de Gilgamesh sumerios más antiguos, de donde las versiones posteriores babilónicas consiguieron buena parte de su inspiración y temática.

## Material alterado u omitido
La épica de Atrahasis otorga información adicional del diluvio y su héroe que se omite en la tablilla XI de Gilgamesh y otras versiones del mito del diluvio en el Próximo Oriente antiguo. De acuerdo con Atrahasis III ii, líneas 40-47, el héroe del diluvio estaba en un banquete cuando la inundación y la tormenta comienzan: «Él invita a su gente ...a un banquete;...Él mandó a su familia a bordo. Comieron y bebieron. Pero él (Atrahasis) 'entraba y salía. No se podía sentar, ni recostar, por su corazón roto y vomitaba bilis.»
Conforme a Tigay, la tablilla III iv de Atrahasis, líneas 6-9, identifica claramente el diluvio con una riada local: «Como libélulas sus [cuerpos inertes] han llenado el río. Como un bote que se ha movido hasta el borde del [barco]. Como un bote que se han ido hasta la orilla del río». Se cambió en Gilgamesh XI, línea 123 a «¿A mi gente la habré yo dado a luz para llenar de peces el océano?» Tigay sostiene que uno puede ser la mano del creador del mito aquí, cambiando una riada local a una inundación oceánica.
De todas formas, la mayoría de los especialistas interpretan que el diluvio de Atrahasis fue universal. A. R. George, Lambert y Millard dejan claro que la intención de los dioses en Atrahasis es «acabar con la humanidad». La inundación destruye «toda la tierra». En el contexto de la historia completa, es difícil ver cómo una riada local puede cumplir estos propósitos. El uso de una metáfora comparable en la épica de Gilgamesh a la de «libélulas [llenando] el río» es simplemente una imagen que evoca a la muerte más que una descripción literal de la inundación.
Se hicieron cambios al texto de Atrahasis en Gilgamesh para que la insinuación de que los dioses podrían haber experimentado necesidades humanas fuera más sutil. Por ejemplo, Atrahasis OB III, 30-31: «Los Anunnaki, los grandes dioses, estaban sentados con hambre y sed», fue cambiado en Gilgamesh XI, línea 113 a «se aterraron los dioses por el diluvio». Hay frases en Atrahasis III iv que se omitieron en Gilgamesh, por ejemplo: «Ella estaba harta de dolor y sed de cerveza» y «sufrían calambres por el hambre».
Estos y otros cambios realizados a Atrahasis se documentan y describen en el libro del profesor Tigay (ver debajo), profesor asociado de hebreo, ciencias semíticas y literatura en la Universidad de Pensilvania. El profesor Tigay comenta: «La causa de la pérdida de unas líneas mientras otras se preservan no es porque tengan significados parecidos sino que parece ser un acto deliberado. Estas líneas tienen un tema en común, el hambre y la sed de los dioses durante el diluvio».
Aunque la copia del siglo XVIII a. C. de la épica de Atrahasis (Atra-Hasis) es posterior a la temprana epopeya de Gilgamesh, no se sabe si las tablillas en antiguo acadio de Gilgamesh incluyeron la historia de la inundación, debido a la naturaleza fragmentaria de las tablillas supervivientes. Algunos estudiosos sostienen que no, Tigay, por ejemplo, sostiene que tres importantes adiciones a la epopeya de Gilgamesh, es decir, el prólogo, la historia del diluvio (tableta XI) y la tableta XII, fueron añadidas por un editor o editores, posiblemente por Sîn-lēqi-unninni, a quien se atribuyó la épica entera más tarde. Según este punto de vista, la historia del diluvio en la tablilla XI se basa en una versión tardía de la historia de Atrahasis.

### Ea filtra el plan secreto
1. Utnapishtim le cuenta a Gilgamesh una historia secreta que comienza en la antigua ciudad de Shuruppak a orillas del río Éufrates.
2. Los "grandes dioses" Anu, Enlil, Ninurta, Ennugi y Ea juraron mantener en secreto su plan para provocar el diluvio.
3. Pero el dios Ea (dios sumerio Enki) repitió el plan a Utnapishtim a través de una pared de cañas en una casa de cañas.
4. Ea ordenó a Utnapishtim que demoliera su casa y construyera un barco, sin importar el costo, para mantener con vida a los seres vivos.
5. El barco debía tener dimensiones iguales con ancho y largo correspondientes y estar cubierto como los barcos de Apsu.
6. Utnapishtim prometió hacer lo que Ea ordenó.
7. Preguntó a Ea qué debería decir a los ancianos de la ciudad y a la población.
8. Ea le dice que diga que Enlil lo ha rechazado y que ya no puede residir en la ciudad ni pisar el territorio de Enlil.
9. También debería decir que bajará al Apsu "para vivir con mi señor Ea".

Nota: 'Apsu' puede referirse a un pantano de agua dulce cerca del templo de Ea/Enki en la ciudad de Eridu.

### Construcción y lanzamiento del barco
1. Carpinteros, trabajadores de cañas y otras personas se reunieron una mañana.
2. [líneas faltantes]
3. Cinco días después, Utnapishtim trazó las paredes exteriores del barco de 120 codos.
4. Los lados de la superestructura tenían longitudes iguales de 120 codos. También hizo un dibujo de la estructura interior.
5. El barco tenía seis cubiertas [?] divididas en siete y nueve compartimentos.
6. Se colocaron tapones de agua en la parte media.
7. Se colocaron pértigas de empuje y otras cosas necesarias.
8. Tres veces 3,600 unidades de betún crudo se fundieron en un horno y tres veces 3,600 unidades de aceite se usaron además de dos veces 3,600 unidades de aceite que se almacenaron en el barco.
9. Se sacrificaron bueyes y ovejas y se distribuyeron cerveza, aceite y vino a los trabajadores, como en un festival de año nuevo.
10. Cuando el barco estuvo terminado, el lanzamiento fue muy difícil. Se utilizó una rampa de postes para deslizar el barco al agua.
11. Dos tercios del barco estaban en el agua.
12. Utnapishtim cargó su plata y oro en el barco.
13. Cargó "todos los seres vivos que tenía."
14. Sus familiares y artesanos, y "todas las bestias y animales del campo" subieron al barco.
15. Llegó el momento, según lo indicado por el dios Shamash, de sellar la puerta de entrada.

### La tormenta
1. A primera hora de la mañana al amanecer, se levantó una nube negra del horizonte.
2. El tiempo era espantoso.
3. Utnapishtim subió al barco y confió el barco y su contenido a su maestro de barco Puzurammurri, quien selló la entrada.
4. El dios del trueno Adad retumbó en la nube y los dioses de la tormenta Shullat y Hanish pasaron sobre montañas y tierra.
5. Erragal sacó los postes de amarre y los diques se desbordaron.
6. Los dioses Anunnaki iluminaron la tierra con sus relámpagos.
7. Hubo un shock atónito por los actos de Adad que volvieron todo a la oscuridad. La tierra fue destrozada como una olla.
8. Todo el día sopló el viento del sur rápidamente y el agua abrumó a las personas como un ataque.
9. Nadie podía ver a sus compañeros. No podían reconocerse entre sí en el torrente.
10. Los dioses tenían miedo del diluvio y se retiraron hasta el cielo de Anu. Se acurrucaron como perros junto a la pared exterior.
11. Ishtar gritó como una mujer en el parto.
12. La Señora de los dioses lamentó que los días antiguos se habían convertido en barro porque "dije cosas malas en la Asamblea de los Dioses, ordenando una catástrofe para destruir a mi pueblo que llena el mar como peces."
13. Los otros dioses lloraban con ella y se sentaron sollozando de tristeza, sus labios ardían, resecos de sed.
14. El diluvio y el viento duraron seis días y seis noches, aplastando la tierra.
15. Al séptimo día, la tormenta golpeaba [intermitentemente?] como una mujer en trabajo de parto.

### Calma después de la tormenta
1. El mar se calmó y el torbellino y el diluvio cesaron. Todo el día hubo silencio. Todos los humanos se habían convertido en barro.
2. El terreno era tan plano como un tejado. Utnapishtim abrió una ventana y sintió aire fresco en su cara.
3. Se arrodilló y se sentó llorando, las lágrimas corriendo por su cara. Buscó líneas costeras en el horizonte y vio una región de tierra.
4. El barco se asentó firmemente en el monte Nimush que sostuvo el barco durante varios días, sin permitir balanceo.
5. Al séptimo día liberó una paloma que voló pero regresó a él. Liberó una golondrina, pero también regresó a él.
6. Liberó un cuervo que pudo comer y rascar, y no volvió al barco.
7. Luego envió su ganado en varias direcciones.

### El sacrificio
1. Sacrificó una oveja y ofreció incienso en una ziggurat montañosa donde colocó 14 vasijas sacrificiales y vertió juncos, cedro y mirto en el fuego.
2. Los dioses olieron el dulce olor del animal sacrificado y se reunieron como moscas sobre el sacrificio.
3. Luego llegó la gran diosa, levantó sus moscas (cuentas) y dijo
4. "Oh dioses, tan seguro como no olvidaré este amuleto de lapislázuli alrededor de mi cuello, recordaré estos días y nunca los olvidaré. Los dioses pueden venir a la ofrenda sacrificial. Pero Enlil no puede venir, porque él provocó el diluvio y aniquiló a mi pueblo sin considerar [las consecuencias]."
5. Cuando Enlil llegó, vio el barco y se enfureció con los dioses Igigi. Dijo "¿Cómo pudo escapar un ser vivo? ¡No se suponía que ningún hombre sobreviviera a la aniquilación!"
6. Ninurta le dijo a Enlil "¿Quién más sino Ea podría hacer tal cosa? Es Ea quien conocía todos nuestros planes."
7. Ea le dijo a Enlil "Fuiste tú, el Sabio de los Dioses. ¿Cómo pudiste provocar un diluvio sin consideración?"
8. Ea luego acusa a Enlil de enviar un castigo desproporcionado y le recuerda la necesidad de compasión.
9. Ea niega haber filtrado el plan secreto de los dioses a Atrahasis (= Utnapishtim), admitiendo solo haberle enviado un sueño y desviando la atención de Enlil del héroe del diluvio.

### El héroe del diluvio y su esposa son otorgados inmortalidad y transportados lejos
1. Enlil luego sube a un barco y, tomando la mano de Utnapishtim, lo ayuda a él y a su esposa a subir donde se arrodillan. De pie entre Utnapishtim y su esposa, toca sus frentes y los bendice. "Anteriormente Utnapishtim era.